# IEEE/ASME Transactions on Mechatronics
IEEE/ASME Transactions on Mechatronics is een internationaal, aan collegiale toetsing onderworpen wetenschappelijk tijdschrift op het gebied van de mechatronica. De naam wordt in literatuurverwijzingen meestal afgekort tot IEEE. ASME. Trans. Mechatron. Het wordt uitgegeven door het Institute of Electrical and Electronics Engineers en verschijnt 4 keer per jaar.